# Thieves in the Temple
Thieves in the Temple è un singolo del cantautore statunitense Prince, pubblicato nel 1990 ed estratto dall'album Graffiti Bridge, colonna sonora dell'omonimo film.

## Tracce
- 7"

1. Thieves in the Temple – 3:20
2. Thieves in the Temple (Part II) – 1:41

## Classifiche
| Classifica (1990)              | Posizione massima |
| ------------------------------ | ----------------- |
| Australia                      | 16                |
| Belgio (Fiandre)               | 9                 |
| Canada                         | 5                 |
| Germania                       | 21                |
| Irlanda                        | 2                 |
| Italia                         | 17                |
| Norvegia                       | 4                 |
| Nuova Zelanda                  | 5                 |
| Paesi Bassi                    | 8                 |
| Regno Unito                    | 7                 |
| Stati Uniti                    | 6                 |
| Stati Uniti (dance club)       | 9                 |
| Stati Uniti (dance/electronic) | 1                 |
| Stati Uniti (R&B)              | 1                 |
| Svezia                         | 11                |
| Svizzera                       | 12                |